# Gibbasilus centrolobus
Gibbasilus centrolobus är en tvåvingeart som beskrevs av Jason Gilbert Hayden Londt 1990. Gibbasilus centrolobus ingår i släktet Gibbasilus och familjen rovflugor. Inga underarter finns listade i Catalogue of Life.